# 吉田岩窟王事件
吉田岩窟王事件（よしだがんくつおうじけん）は、大正時代に発生した強盗殺人事件。この事件は名古屋の小売商が殺されたものであったが、殺人事件そのものよりも、被疑者の虚偽の供述から吉田石松が警察に主犯として逮捕され、その後、吉田石松が冤罪を訴え続け、事件発生から半世紀後に再審で無罪を勝ち取った事件として紹介されることが多い。有名な冤罪事件の一つである。この事件は冤罪事件として、日本弁護士連合会が支援していた。　
なお、本項の事件名は一般的に知られた通称の一つであり、他に昭和の岩窟王事件、日本岩窟王事件、吉田翁事件、吉田石松老事件など複数の名称で呼ばれる。岩窟王とは、後述するように黒岩涙香の翻案小説『巌窟王』に由来する（原作はデュマの小説『モンテ・クリスト伯』）。

## 事件の概要
1913年（大正2年）8月13日夜、現在の名古屋市千種区の路上で繭小売商の男性（当時31歳）が殺害され、1円20銭が奪われる事件が発生した。翌日、警察は被疑者として2人の男性（当時22歳と26歳）を逮捕したが、その後、彼らの供述により、警察は事件の主犯として吉田石松（当時34歳、1879年 - 1963年）を逮捕した。しかし、この供述は、実は（他の冤罪事件にも見られることであるが）共犯者が自分たちの罪を軽くするために全く無関係の第三者であった吉田に罪をなすりつけるための供述であった。当時も捜査当局は「自白偏重主義」であり、この虚偽の自白を真実と信じて吉田石松に拷問を加えたが、吉田は終始否認を続けた。にもかかわらず、一審では「従犯」とされた2人に無期懲役、吉田に死刑が言い渡された。その後、控訴審、上告審では無期懲役が言い渡され、吉田石松の実刑が確定して吉田は服役したのである。

## 冤罪の訴え
その後、吉田石松は小菅監獄に入れられたが、そこでも、1918年（大正7年）に獄中から自身のアリバイの成立を主張して、2度の再審請求を行った。しかし、棄却された。それでも、吉田石松は無実を訴え、獄中で暴れるなどしたため懲罰を受けた。その後、吉田は網走へ移動させられた。しかし、そこでも吉田は小菅での様子と変わらずに暴れていた。そして秋田刑務所へ移された。ある日、秋田刑務所の所長はこの事件の不審な点について調べなおし、吉田石松が事件に関与していないことに気づいた。そして仮出所の手続きを試み（罪を認めていない吉田を仮出所させるのは異例だった）、無実を訴え暴れていた吉田に再審請求を薦めたのである。
そして1935年（昭和10年）3月、吉田石松は仮出獄したのちに、自分を陥れた2人が先に1930年（昭和5年）に仮出所して埼玉県にいるのを新聞記者の協力で探し出し、虚偽の自白をしたことを認める詫び状を1936年（昭和11年）11月に受け取った。探し出すにあたって協力した大審院（現在の最高裁）担当の司法記者が、この様子を1936年12月15日付『都新聞』（現『東京新聞』）にアレクサンドル・デュマの小説「巌窟王（モンテ・クリスト伯）」になぞらえ「今様巖窟王」として掲載した。この時のタイトル記事名がきっかけになり、その後、本事件は「昭和の巌窟王事件」として日本で広く知られるようになった。
この詫び状をもとに吉田は3度目の再審請求を行ったが、これも棄却された。吉田はその後、第二次世界大戦中も疎開先の栃木県から無罪を訴え続けた。
戦後の1952年（昭和27年）6月、吉田石松は新聞社や弁護士にも訴え、1958年（昭和33年）には4度目の再審請求を行ったが、これも棄却された。
吉田石松は、最後の手段として法務省に向かい、法務大臣あてに直訴を試みたが、大臣との面会は拒絶された。それでも、吉田は絨毯にしがみついて大臣に会わせてくれと懇願したので、その吉田を見かねた職員が、法務省刑事局参事官の安倍治夫に面会を依頼して、吉田を安倍の所へ案内した。
安倍治夫は吉田石松の話をしっかりと聞き、直訴状にも目を通した上で、吉田の主張に一貫性があり吉田の主張が信用しうるものと判断、「あなたを助けてくれる人がいるところを紹介するから一緒に行こう」と吉田に言って、弁護士会館の日本弁護士連合会人権擁護部へ案内した。
面会した日弁連関係者は吉田石松の資料を精査して動き始めると、世論の関心も高まった。また、吉田石松の仮出所後のわび状提出を受けた時に立ち会った新聞記者がこの報道を見て立ち会ったことを日弁連に証言した。
1959年（昭和34年）10月、日本弁護士連合会が特別委員会を設置し、国会も人権擁護の観点から動き出した。
1960年（昭和35年）4月、5度目の再審請求を名古屋高等裁判所第4部（裁判長小林登一、陪席裁判官成田薫、布谷憲治）が認めたが、検察側が現行刑事訴訟法に基づいて異議申し立てを行った。
異議審の名古屋高等裁判所第5部（裁判長影山正雄、陪席裁判官谷口正孝、中谷直久）では検察側の異議申立が認められ、一度は取り消しになった。
しかし弁護人の特別抗告を受けた最高裁は、1962年（昭和37年）10月30日の大法廷決定で、本事件には旧刑事訴訟法および（旧）刑事訴訟法応急措置法が適用され、検察官の現行刑事訴訟法に基づく異議申立は不適法として、異議審である名古屋高等裁判所第5部の決定を違法なものとして取り消したため、ようやく名古屋高等裁判所第4部の再審開始決定が確定した。
そして、ついに、同年12月6日から名古屋高等裁判所第4部で本事件の再審公判審理が開始されたのである。

## 無罪判決
1963年（昭和38年）2月28日、名古屋高等裁判所第4部（裁判長小林登一、陪席裁判官成田薫、斎藤寿）は、本事件で吉田石松のアリバイが成立することを認め、無罪判決を言い渡した（高等裁判所刑事判例集16巻1号88頁、判例時報327号4頁）。
この判決の冒頭では、以下のように本件の経緯について説示している。
「……しかしてこの間の、実に半世紀にも及ぶその無実の叫びに耳を藉（か）す者からは、被告人はエドモンド・ダンテスになぞらえられ、昭和の巖窟王と呼ばれるにいたつたのである。」
また、判決文の最後では、冤罪に対する謝罪が行われた。有罪判決は旧刑事訴訟法で行われたが、法手続上は合法であるため、人道上の観点から裁判所が謝罪するのは異例であった。
判決文は「被告人」ではなく「吉田翁」として問いかけるもので、以下のように締めくくられている。
「これらの事情が相俟つて被告人の訴追をみるにいたり、わが裁判史上曽つてない誤判をくりかえし、被告人を二十有余年の永きにわたり、獄窓のうちに呻吟せしめるにいたつたのであつて、まことに痛恨おく能わざるものがあるといわねばならない。
……（中略）……
ちなみに当裁判所は被告人否ここでは被告人と云うに忍びず吉田翁と呼ぼう。吾々の先輩が翁に対して冒した過誤を只管（ひたすら）陳謝すると共に実に半世紀の久しきに亘り克くあらゆる迫害に堪え自己の無実を叫び続けて来たその崇高なる態度、その不撓不屈（ふとうふくつ）の正に驚嘆すべき類なき精神力、生命力に対し深甚なる敬意を表しつつ翁の余生に幸多からんことを祈念する次第である。」
判決宣告後には、出廷していた裁判官3人が頭を下げる場面があった。吉田石松は50年の歳月を経て、無罪を掴み取った瞬間、「万歳!」と叫んだ。
その後、吉田石松が不当に身柄拘束された「21年7か月7日」（7889日）の月日に対し、国は1日あたり400円の刑事補償（315万5600円）を支給した。無罪確定時、吉田石松は既に高齢で体力も衰えており、自力歩行ができなくなった。判決から9か月後、吉田石松は1963年12月1日に老衰と肺炎によって永眠した（享年84）。
栃木県の墓には「人権の神ここに眠る」と墓碑銘が刻まれている。
また、再審判決の模様はCBCテレビなど3社で生中継された。刑事裁判の公判生中継は当時では過去に例が少なく、異例である。

## 事件を取り上げた番組
- 知ってるつもり?!（1993年6月27日）
- 驚きももの木20世紀（1997年7月25日）

## 関連書籍
- 吉田石松『無実―がんくつ王抵抗の50年』 アサヒ芸能出版、1963年
- 後藤信夫『日本の岩窟王―吉田石松翁の裁判実録』 教文館、1977年
- 青山与平『真実は生きている―日本巌窟王五十年目の無実』 ぎょうせい、1985年、ISBN 978-4324000267
- 近衛秀一「オタク的祝詞の深遠なる世界!」（と学会『と学会誌21』、2008年、5-11ページ収録記事）※吉田は無罪確定後に伊勢神宮に報告参拝を行っており、その際に奏上された祝詞が紹介されている。